# Modisimus elongatus
Modisimus elongatus là một loài nhện trong họ Pholcidae. Loài này được phát hiện ở Cuba.